# 皮埃尔莱站
皮埃尔莱站（法語：Gare de Pierrelaye），是法国的一个铁路车站，属于大区快铁C线C1支线和巴黎北线。开通于1881年，2000年8月28日大区快铁开始使用本站，位于瓦兹河谷省皮埃尔莱。属于第五收费区（法語：Zone 5）。